# Paul E. Kahle
Pour les articles homonymes, voir Kahle.
Paul Ernst Kahle (21 janvier 1875 à Olsztynek, Prusse - 24 septembre 1964 à Düsseldorf) est un orientaliste et un érudit.

## Biographie
Kahle étudie l'orientalisme et la théologie à Marburg et Halle. Il obtient son doctorat en 1898. Il travaille comme pasteur luthérien. Il étudie la philologie sémitique au Caire entre 1908 et 1918. En 1918, il est promu professeur titulaire (professeur ordinaire) à l'université de Gießen, une chaire précédemment occupée par Friedrich Schwally. En 1923, il passe à l'université de Bonn, où il développe le programme d'études orientales en y ajoutant une classe de chinois et une classe de japonais.
Après que sa femme ait aidé un voisin juif dont le magasin a été saccagé pendant la Nuit de Cristal de 1938, la famille est persécutée par les nazis. Kahle émigre en Angleterre où il rejoint l'université d'Oxford en 1939, après avoir été licencié de son poste universitaire à Bonn, en grande partie parce qu'il avait un rabbin polonais (Yechiel Yaakov Weinberg) comme assistant. À Oxford, il obtient deux autres doctorats. Pendant cette période à Oxford, il subit la tragédie personnelle de la mort prématurée de son fils Paul.
Kahle retourne en Allemagne après la guerre, où il poursuit ses recherches en tant que professeur émérite. Sa principale renommée académique est en tant qu'éditeur de la Bible hébraïque.
Une partie de son travail est publiée dans le livre What the Koran Really Says, édité par Ibn Warraq.

## Ouvrages
- Textkritische und lexikalische Bemerkungen zum samaritanischen Pentateuchtargum. [Diss. phil.] Halle 1898.
- Der masoretische Text des AT nach der Überlieferung der babylonischen Juden. [Diss. theol.] Halle 1902.
- Masoreten des Ostens. Leipzig: Hinrichs 1913.
- Volkserzählungen aus Palästina: gesammelt bei den Bauern von Bir-Zet und in Verbindung mit Dschirius Jusif in Jerusalem, Vandenhoeck und Ruprecht, 1918
- Masoreten des Westens. I, Stuttgart: Kohlhammer Verlag (de) 1927; II, Stuttgart: Kohlhammer 1930.
- The Cairo Geniza. (Schweich Lectures (en) for 1941) Londres: Oxford University Press 1947.
- Der hebräische Bibeltext seit Franz Delitzsch. Stuttgart: Kohlhammer Verlag 1961.
- Die Kairoer Genisa. Untersuchungen zur Geschichte des hebräischen Bibeltextes und seiner Übersetzungen, ed. by R. Meyer. Berlin 1962 (= The Cairo Geniza, Oxford 21959).